# 天際唱片
天際唱片是台灣曾經存在的唱片公司，成立於1987年。因張總經理的投資船生意失利，宣告倒閉。

## 出版目錄(1990年代)
| 專輯名稱               | 歌手         | 發行年份 |
| 都市童話               | 方婕安       | 1990     |
| 愛？不愛？             | 田希仁       | 1990     |
| 小巷陽光               | 曹松章       | 1990     |
| 愛的故事LOVE STORY 1   |              | 1990     |
| 故鄉的聲音系列1鄉愁    | 合輯         | 1990     |
| 天際之星1988閃亮金曲   | 合輯         | 1990     |
| 胭脂淚                 | 鍾艷         | 1990     |
| 讓我的心靠近你的夢     | 曹松章       | 1990     |
| 一切從頭               | 黃安         | 1990     |
| 一生能有幾次選擇       | 何篤霖       | 1990     |
| 快樂悲歌               | 曹松章       | 1990     |
| 花語                   | 羅映庭       | 1990     |
| 把夢親手交給你         | 何篤霖       | 1990     |
| 初戀的故事             | 黃安         | 1990     |
| 你有一雙朋友的眼睛     | 風信子二重唱 | 1990     |
| 愛，短短的就好         | 羅映庭       | 1990     |
| Pipala！               | 小象隊       | 1990     |
| 我行我素               | 何篤霖       | 1990     |
| 我認真因為我要去看世界 | 高明瀚       | 1990     |

## 旗下歌手
- 羅映庭
- 黄安
- 何篤霖
- 小象隊
- 風信子二重唱
- 高明翰